# Улица Конституции (Сочи)
У́лица Конститу́ции СССР — улица в центральной части города Сочи (Центральный микрорайон в Центральном районе города, Краснодарский край, Россия).

## Расположение
Проходит по левому пологому берегу в пойме реки Сочи на всём её протяжении, где её берега взяты в бетон и строго очерчены. Расположена между Пластунской и Несебрской улицами.

## История
В центральной части, в отличие от соседних улиц старого ремесленного посада Сочи, сформированных во 2-й пол. XIX века, улица Конституции СССР сформировалась как набережная только в 1930-х, с формированием антипаводковых укреплений. Современные очертания улица получила после её перепроектирования в 1960 г. До 1978 года улица носила название Набережная. Названа в честь Конституции СССР 1977 года, позже вторая часть названия перестала употребляться (в обиходе). Юридически улица сохранила свое название: ул. Конституции СССР.

## Улица пересекает
- Краснодарское кольцо
- Заводской переулок
- Улица Горького
- Улица Юных Ленинцев
- Северная улица
- Московская улица
- Улица Либкнехта
- Парковая улица
- Зелёный переулок

## Интересные факты
- В прибрежном сквере на набережной реки Сочи на улице Конституции СССР был снят один из эпизодов известного советского фильма «Бриллиантовая рука» — сцена передачи денег и пистолета Семёну Семёновичу Горбункову таксистом (сотрудником милиции).